# Académie des sciences d'Ouzbékistan
L'académie des sciences d'Ouzbékistan (en russe : Академия наук Республики Узбекистан; en ouzbek: Ўзбекистон Республикаси Фанлар Академияси) a été fondée à Tachkent en 1943 sous le nom d'académie des sciences de la république socialiste soviétique d'Ouzbékistan comme filiale de l'académie des sciences d'URSS.

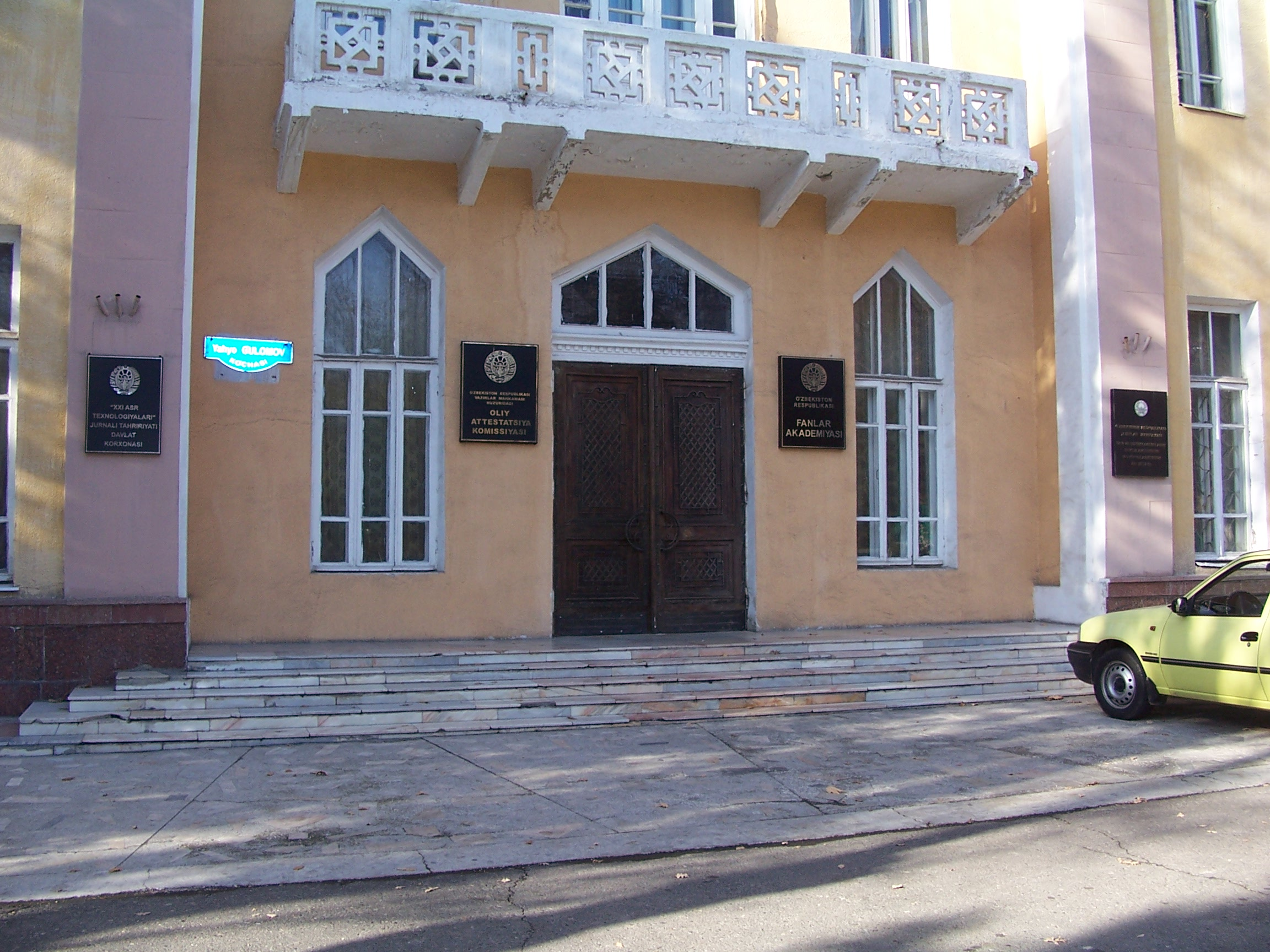
Entrée de l'Académie des sciences d'Ouzbékistan.

## Historique
Le premier président de l'académie fut le mathématicien Tachmoukhamed Kary-Niyazov (1897-1970) de 1943 à 1947.  Parmi les premiers académiciens, l'on peut distinguer l'ethnographe Mikhaïl Andreïev (1873-1948); les irrigateurs Alexandre Askotchenski (1898-1973) et Victor Poslavski; les écrivains Gafour Gouliam (1903-1966) et Moussa Tachmoukhamedov (1905-1968), connu sous le nom de plume d'Aïbek; les mathématiciens Vsevolod Romanovski (1879-1954) et Tachmoukhamed Sarymsakov; le géologue Alexandre Ouklonski (1888-1972); le physicien Soultan Oumarov; ou l'agronome Richard Schröder (1867-1944). Le botaniste Alexeï Vvedenski (1898-1972) en fut l'un des premiers membres-correspondants.
En 1991, avant la chute de l'URSS, l'académie comprenait sept départements, une filiale en Karakalpakie et plus d'une trentaine de société savantes. L'académicienne Galina Pougatchenkova comptait au nombre des membres éminents de l'académie.
En 2007, l'académie des sciences d'Ouzbékistan comprenait environ six mille collaborateurs dont deux mille ne participaient pas aux activités de recherches ou d'études. Elle comprenait 140 académiciens et membres-correspondants de plein-droit dont l'archéologue Akhmadali Askarov. En 2010, l'académie comprenait 49 académiciens et 106 membres-correspondants.

## Présidents
- Tachmoukhamed Kary-Niyazov (1943—1947)
- Тachmoukhamed Sarymsakov (1947—1952)
- Тecha Zakhidov (1952—1956)
- Khabib Abdoulaïev (1956—1962)
- Oubaï Arifov (1962—1966)
- Аbid Sadykov (1966—1984)
- Poulat Khabiboullaïev (1984—1988)
- Makhmoud Salakhitdinov (1988—1994)
- Djoura Abdoulaïev (intérimaire 1994—1995)
- Toukhtamourad Djouraïev (1995—2000)
- Bekhzod Iouldachev (2000—2005)
- Takhir Aripov (intérimaire 2005—2006)
- Chavkat Salikhov (depuis le 13 mars 2006)